# Едінген-Неккаргаузен
Едінген-Неккаргаузен (нім. Edingen-Neckarhausen) — громада в Німеччині, у землі Баден-Вюртемберг. Підпорядковується адміністративному округу Карлсруе. Входить до складу району Рейн-Неккар.
Площа — 12,04 км2. Населення становить 14 131 ос. (станом на 31 грудня 2020).

## Галерея

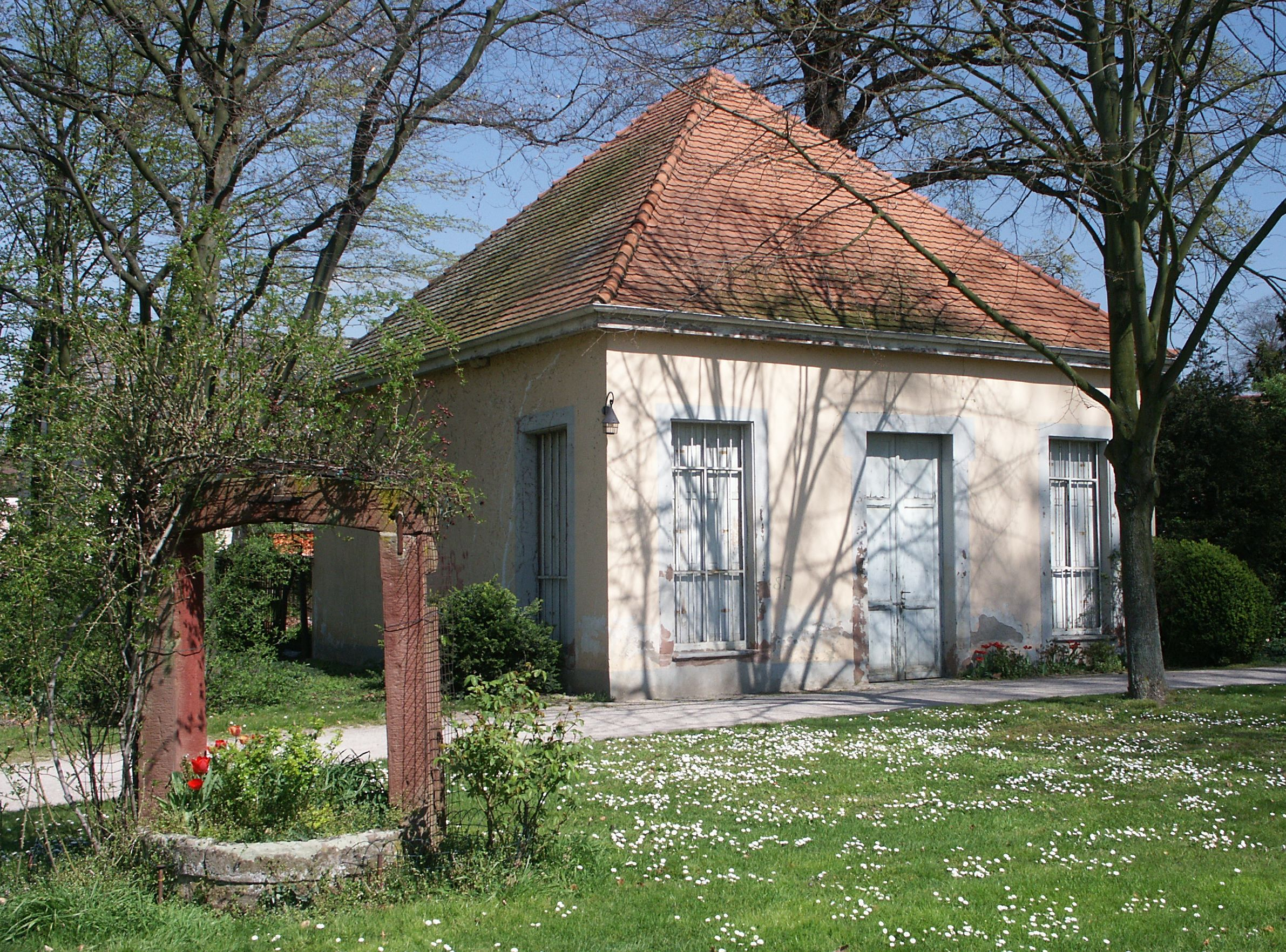
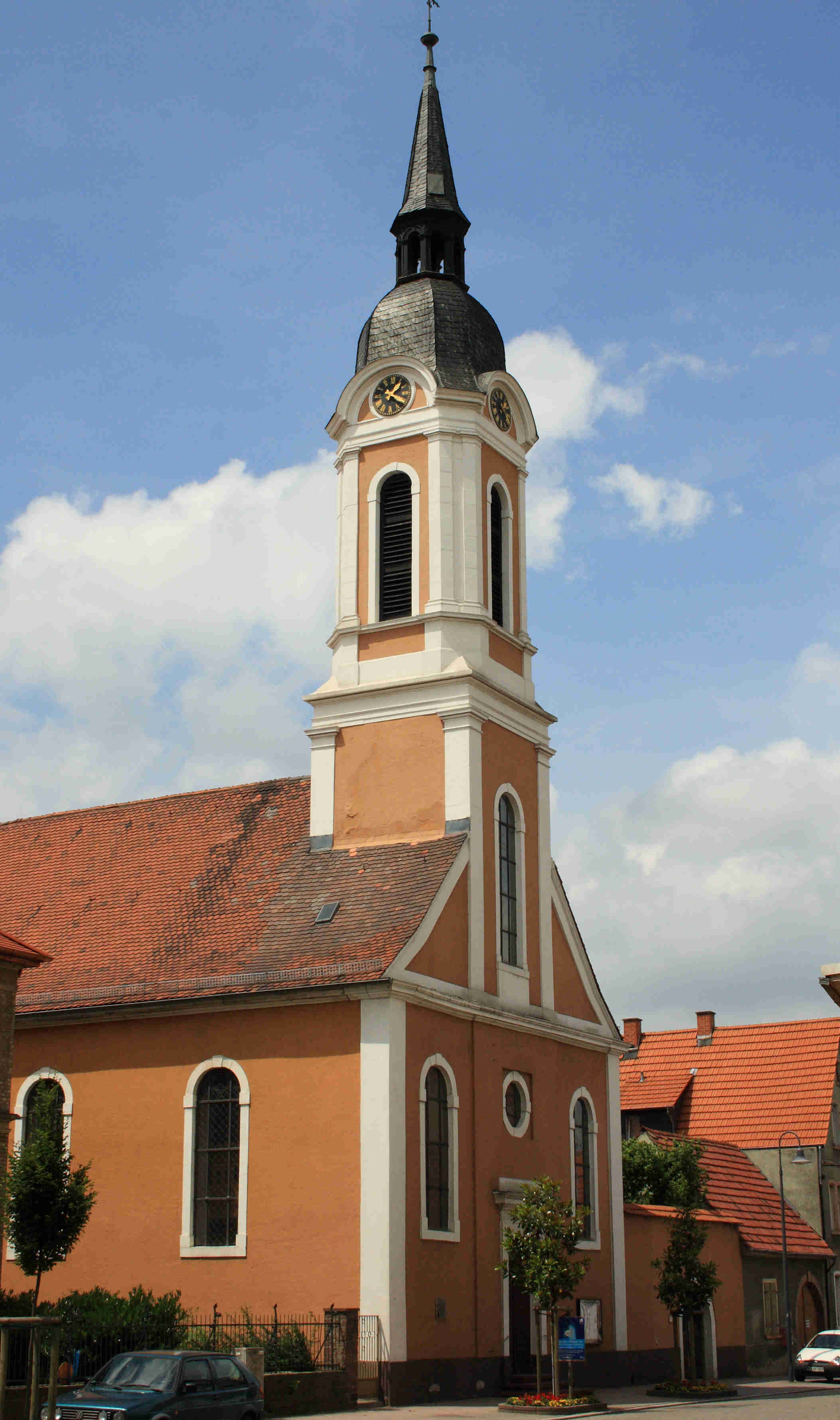
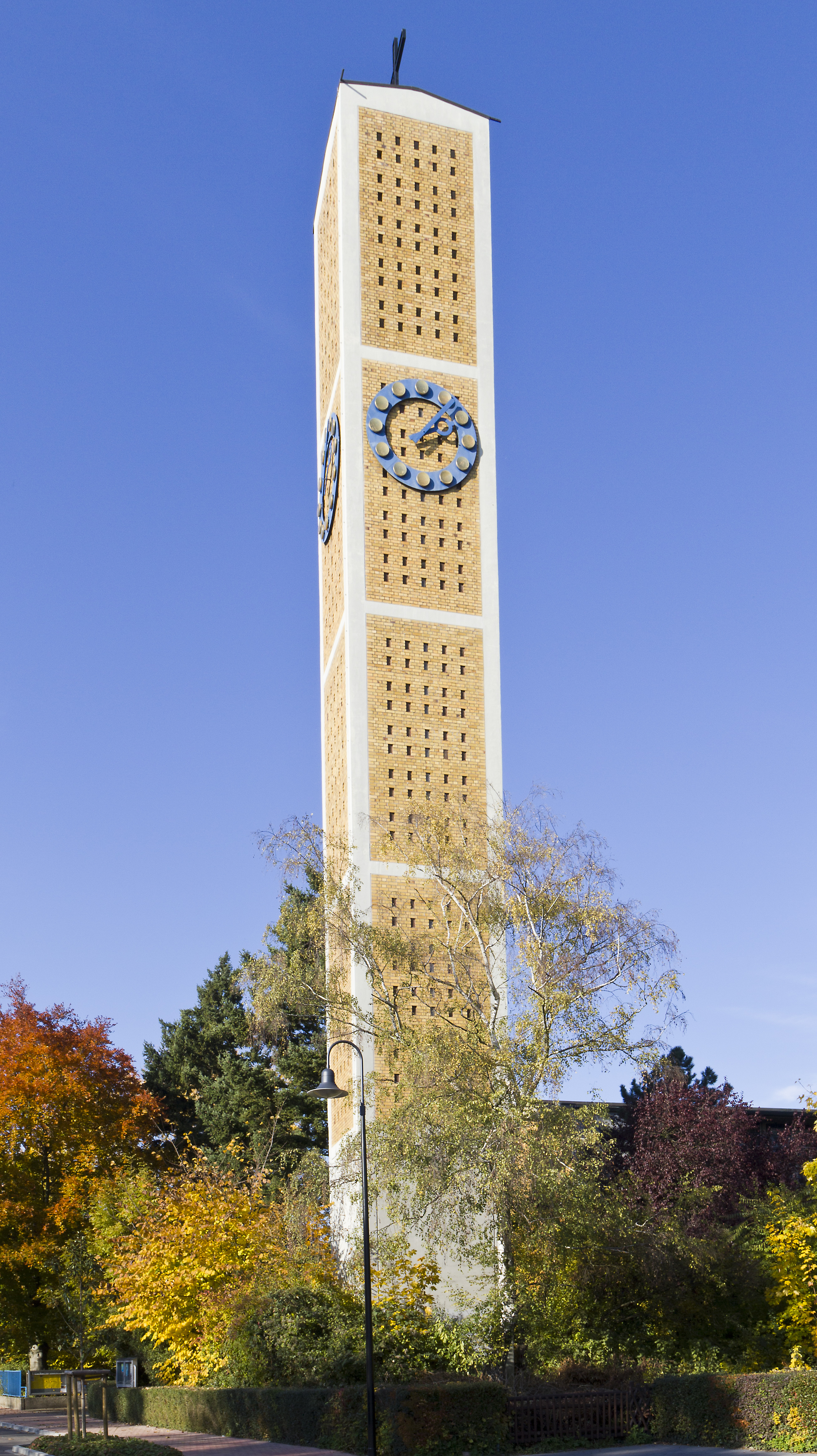
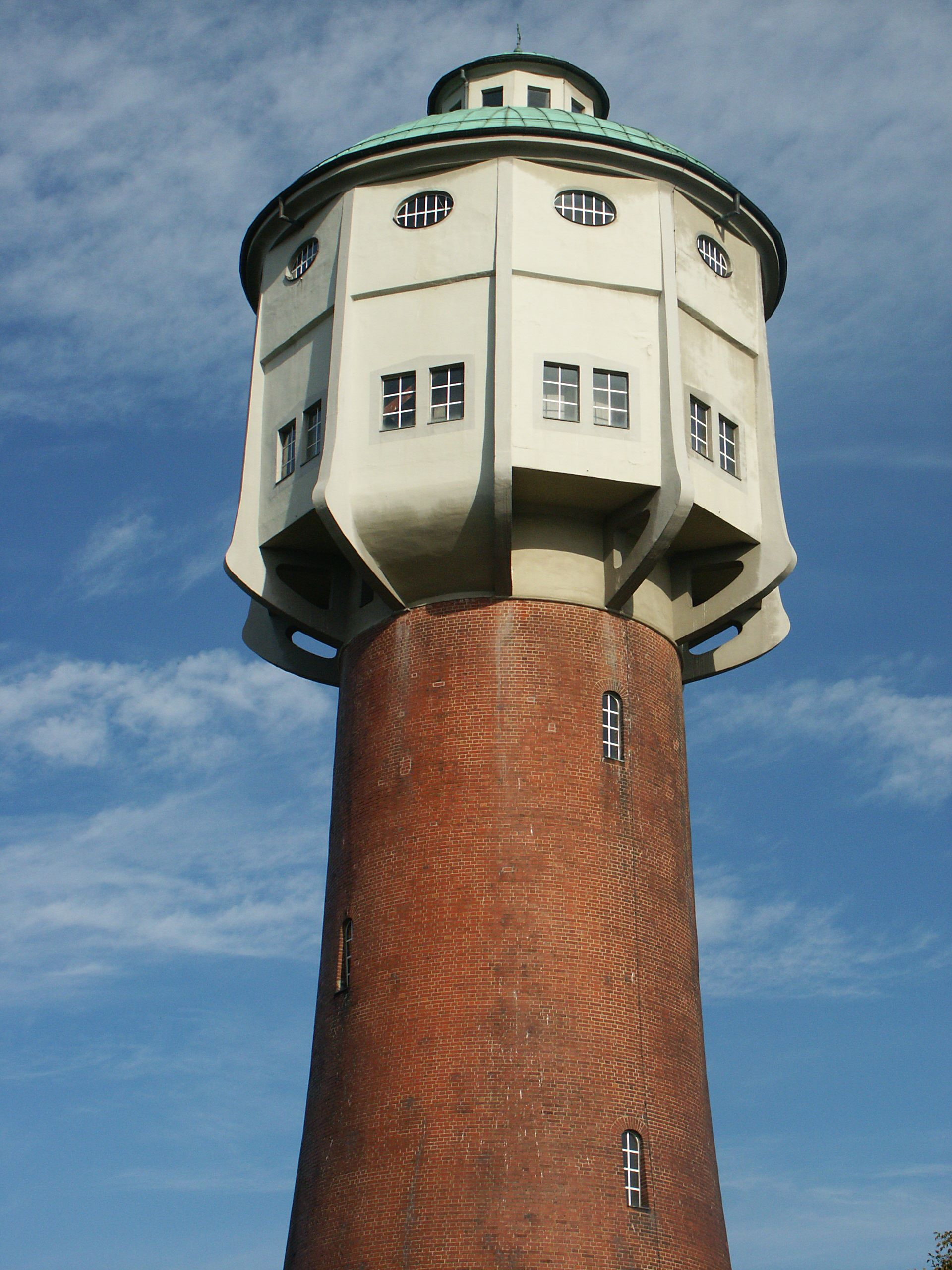
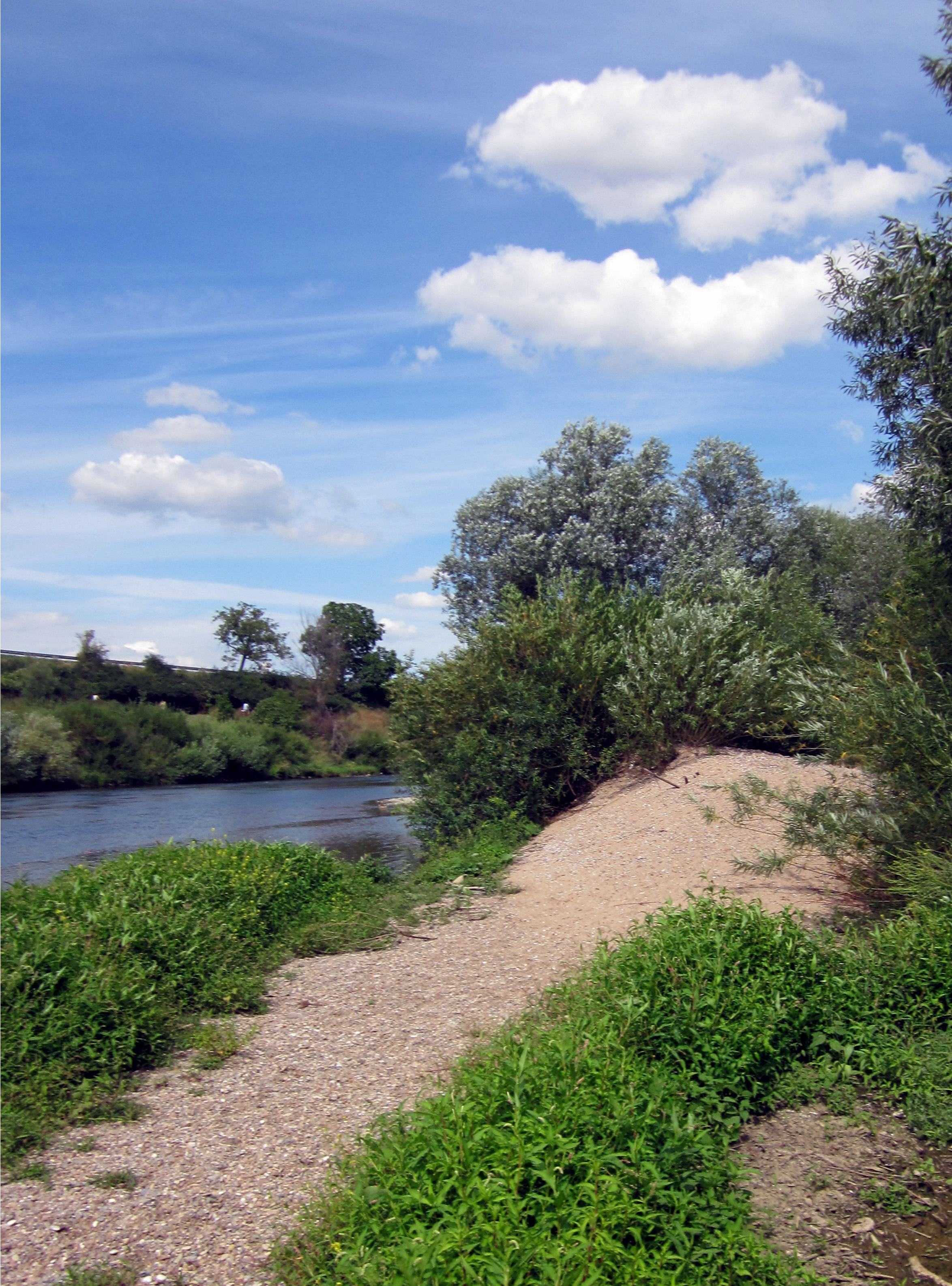
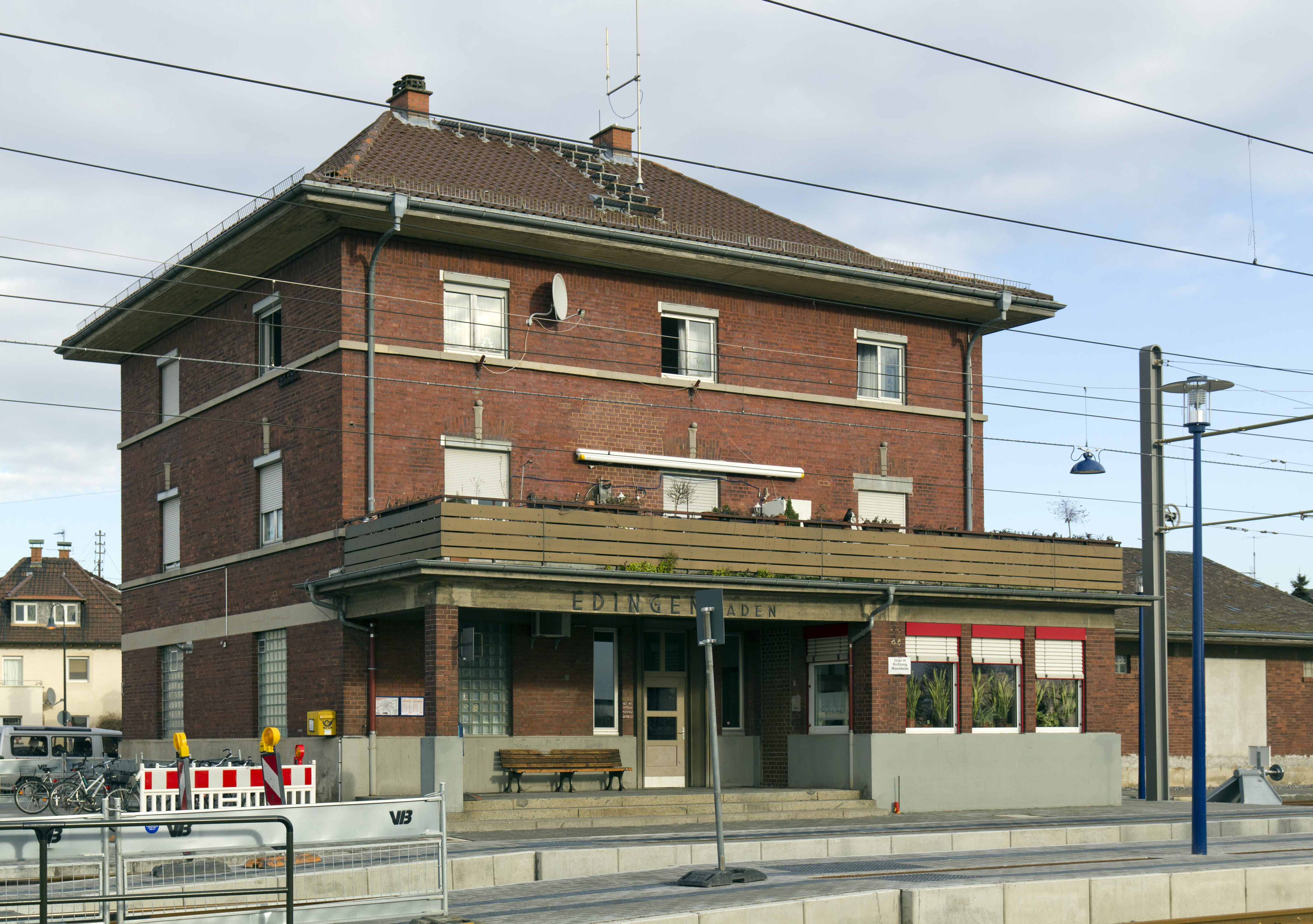
"бангоф"